# Kleinsteinach (Gutenstetten)
Kleinsteinach ist ein Gemeindeteil der Gemeinde Gutenstetten im Landkreis Neustadt an der Aisch-Bad Windsheim (Mittelfranken, Bayern). Kleinsteinach liegt in der Gemarkung Gutenstetten.

## Geographie
Das Dorf liegt an der Steinach, einem linken Zufluss der Aisch. Im Norden erhebt sich der Mantelberg (332 m ü. NHN) und im Südosten der Schneckenberg (334 m ü. NHN). Etwa 500 Meter östlich liegt das Waldgebiet Vogelherd. Der Ort liegt etwas abseits der Staatsstraße 2259, die nach Gutenstetten (2 km südöstlich) bzw. Münchsteinach führt (1,5 km nordwestlich). Naturräumlich befindet sich Kleinsteinach am südöstlichen Aufstieg zum Steigerwald hin.

## Geschichte
1307 wurde der Ort als „Witigensteynach“ (‚Wittgensteinach‘: wohl nicht zum Personennamen Wido gehörig, sondern aus „Lüttgen-Steinach“ von mittelhochdeutsch lütt/lützel, ‚klein‘, entstanden und damit Synonym zu „Klein-Steinach“) erstmals urkundlich als Lehen der Pfarrei „Tuetensteten“ (= Gutenstetten) erwähnt.
Bis Ende des 18. Jahrhunderts wurde Kleinsteinach zu Münchsteinach gezählt.
Das bayerische Urkataster zeigt Kleinsteinach in den 1810er Jahren als ein Straßendorf mit 18 Höfen.
Von 1797 bis 1810 unterstand der Ort dem Justizamt Dachsbach und Kammeramt Neustadt. Im Rahmen des Gemeindeedikts wurde Kleinsteinach dem 1811 gebildeten Steuerdistrikt Gutenstetten und der 1813 gebildeten Ruralgemeinde Gutenstetten zugeordnet. Kleinsteinach und Haag forderten ein Anrecht an Gutenstettener Gemeindeeigentum. 1894 wurde in einem Rechtsstreit entschieden, dass den beiden Orten dies nicht zustehe, da sie besondere Ortsgemeinden seien, die eine eigene Gemarkung haben.

### Baudenkmäler
- Haus Nr. 30: Bauernhof[11]
- Haus Nr. 104: eingeschossiges Wohnstallhaus, Ecklisenen und Gurtband, Stall mit nachträglich aufgesetztem Obergeschoss und verlängert; im Keilstein der Haustür „Erbaut 1837“; Fachwerkgiebel mit drei Dachgeschossen[12]
- Haus Nr. 105: eingeschossiges Satteldachhaus des 18. Jahrhunderts, Fenster und Westgiebel verändert; zweigeschossiger Fachwerk-Ostgiebel mit aufgebretterten K-Streben[12]

### Einwohnerentwicklung
| Jahr      | 001818 | 001840 | 001861 | 001871 | 001885 | 001900 | 001925 | 001950 | 001961 | 001970 | 001987 |
| Einwohner | 96     | 114    | 117    | 118    | 122    | 121    | 87     | 106    | 90     | 84     | 75     |
| Häuser    | 18     | 20     |        |        | 20     | 21     | 19     | 20     | 19     |        | 20     |
| Quelle    | [ 14 ] | [ 15 ] | [ 16 ] | [ 17 ] | [ 18 ] | [ 19 ] | [ 20 ] | [ 21 ] | [ 22 ] | [ 23 ] | [ 1 ]  |

## Religion
Der Ort ist seit der Reformation evangelisch-lutherisch geprägt und bis heute nach St. Johannes Baptist und Laurentius gepfarrt.